# بادي ريان (لاعب كرة قاعدة)
بادي ريان (بالإنجليزية: Buddy Ryan)‏ هو لاعب كرة قاعدة أمريكي، ولد في 6 أكتوبر 1885 في دنفر في الولايات المتحدة، وتوفي في 9 يوليو 1956 في ساكرامنتو في الولايات المتحدة.

## وصلات خارجية
- بادي ريان على موقعبيزبول رفرنس.كوم (الدوري الرئيسي) (الإنجليزية)
- بادي ريان على موقعبيزبول رفرنس.كوم (الدوري الثانوي) (الإنجليزية)